# 2023 год в науке
Ниже перечислены события, произошедшие в научной сфере в 2023 году.

## Январь
- 3 января — учёные из университета Небраски обнаружили бактерию, Halteria, которая питается вирусами[1].
- 10 января — с помощью космического телескопа TESS обнаружена планета TOI-756656 с высоким шансом существования жизни[2][3].
- 23 января — учёные из PNNL представили технологию позволяющую улавливать и преобразовывать углерод в пригодный для промышленного использования метанол[4].
- 25 января 
  - в Китайском университете Гонконга были представлены роботы миллиметрового размера, способные быстро переходить из жидкого в твёрдое состояние, и наоборот[5].
  - открыт новый вид птерозавров Balaenognathus[англ.][6][7][8]
- 30 января — климатологи с помощью ИИ обнаружили, что средняя температура на Земле к 2044—2065 гг. может вырасти на 1,5 °C с 70 % шансом вероятности[9].

## Февраль
- 2 февраля — пролёт редкой кометы C/2022 E3 (ZTF) мимо Земли[10].
- 6 февраля — астрономы нашли ещё 12 спутников у Юпитера. Теперь их число равняется 92[11].
- 8 февраля — исследователи из Университета Сассекса продемонстрировали, что кубиты могут напрямую передвигаться между микрочипами квантовых компьютеров, и продемонстрировали это с рекордной скоростью и точностью[12].
- 13 февраля — обнаружен ранее неизвестный клеточный механизм, участвующий в старении и в «эволюции» онкологических заболеваний, который объясняет, как клетки «запоминают» свою идентичность при делении[13].
- 22 февраля — инженеры из MIT продемонстрировали мягкие копии сердца, напечатанные на 3D-принтере[14][15][16].

## Март
- 7 марта 
  - Гамма-всплеск GRB 230307A[англ.] в результате взрыва килоновой. Гамма-всплеск стал вторым по яркости в истории из когда-либо наблюдавшихся после GRB 221009A. Всплеск стал более, чем в миллион раз ярче, чем вся галактика Млечный Путь. Слияние нейтронных звезд произошло на расстоянии около 120 тысяч световых лет за пределами их галактики. После взрыва были обнаружены следы теллура[17][18][19][20][21][22].
  - Google представил PaLM-E, мультимодальную языковую модель (VLM) с 562 миллиардами параметров[23].
- 10 марта — коннектом мозга личинки плодовой мушки впервые описан на карту во всех деталях, показывая 3 016 нейронов и 548 000 синапсов[24][25].
- 14 марта — запущен GPT-4[26][27][28].
- 15 марта — в древних метеоритах, найденных на Земле, практически не обнаружено воды[29].
- 24 марта — было найдено, скорее всего, окончательное решение геометрический «задачи одной плитки»[30].
- 28 марта — создано искусственно выращенное мясо мамонта, из него приготовили фрикадельку[31].

## Апрель
- 14 апреля — запущена межпланетная станция JUICE, которая позволит более подробно изучить ледяные луны Юпитера[32].

## Май
- 3 Мая  — Обнаружена планета HD 100546 d
- 10 мая — впервые методом искусственного оплодотворения рождён ребёнок от трёх родителей[33][34].

## Июнь
- 2 июня — при испытаниях систем с искусственным интеллектом, ИИ напал на человека. В компьютерной симуляции ВВС США искусственный интеллект, управлявший дроном, атаковал человека-оператора, мешавшего выполнять задачу[35][36].
- 5 июня — учёными были обнаружены доказательства того, что вымерший ныне род Homo naledi, живший около 500 000 лет назад, хоронил мертвецов[37][38].
- 14 июня:
  - Учёными из Кембриджского университета впервые был создан синтетический эмбрион человека из стволовых клеток без использования сперматозоидов и яйцеклетки[39][40].
  - Квантовый компьютер Eagle, принадлежащий IBM, показал лучшие результаты в ответах на вопросы, чем обычные суперкомпьютеры[41][42].
- 26 июня — обнаружена формирующая деменцию новая мутация в гене[43][44].
- 27 июня — вычислено девятое дедекиндово число {\displaystyle M(9)}[45].
- 29 июня — были обнаружены стохастические низкочастотные гравитационные волны методом культурного тайминга[46].

## Июль
- 1 июля — запущен космический аппарат Евклид, предназначенный для поиска гипотетически возможных тёмной материи и энергии[47].
- 6 июля — со дна Средиземного моря близ города Масаррон (Испания) начато поднятие обломков финикийского корабля «Масаррон II» возрастом 2500 лет[48][49][50][51].
- 7 июля — одобрено первое лекарство от болезни Альцгеймера[52][53][54].
- 14 июля:
  - Индийская организация космических исследований запустила свой первый космический спутник Чандраян-3, сделав Индию четвёртой страной, совершившей мягкую посадку на Луну[55].
  - аспартам признан канцерогеном, способным вызывать рак[56][57].
- 17 июля — в лабораторных условиях синтезировано монокристаллическое железо, присутствующее в составе ядра Земли[58][59].
- 20 июля — у шестого человека в мире зафиксирована ремиссия ВИЧ-инфекции[60][61][62].
- 24 июля 
  - в Секторе Газа обнаружено 125 гробниц и 2 саркофага периода Римской империи[63][64][65].
  - экспериментально доказано существование квантовой суперхимии[66][67][68]
- 26 июля:
  - При раскопках Плёсской крепости обнаружено 250 артефактов XIII—XVI веков[69].
  - DARPA в сотрудничестве с НАСА начинает работу над строительством орбитальной ракеты на ядерном двигателе. Строительство планируется закончить в 2027 году[70][71].
- 27 июля — в Риме возле Ватикана обнаружены руины Театра Нерона, датируемые I веком н. э. Руины обнаружены во дворе Палаццо делла Ровере на глубине 5 м под землёй[72][73][74].
- 28 июля — в районе Колымы на северо-востоке Сибири на глубине 40 метров оживили червей-нематод, пролежавших в вечной мерзлоте 46 тысяч лет[75][76].

## Август
- 1 августа — среднедневная температура поверхности мирового океана достигла рекорда, составив +20,96 °C[77][78].
- 3 августа — установлено, что при отсутствии вилочковой железы риск развития онкологического заболевания возрастает как минимум вдвое[79][80].
- 7 августа — китайские палеонтологи сообщили о нахождении в Хуалундуне ранее неизвестного вида рода Homo, обитавшего там 300 тыс. лет назад[81][82].
- 10 августа — учёные из Лаборатории им. Энрико Ферми сообщили, что исходя из результатов эксперимента Muon g-2 (читается как мюон джи-минус-два), в котором измерялся магнитный момент мюона, оказалось, что частицы движутся быстрее, чем предсказывает Стандартная модель, что может указывать на возможную новую фундаментальную силу[83].
- 11 августа:
  - Состоялась отправка российского космического аппарата Луна-25 на Луну. Первая после распада СССР миссия России на Луну[84].
  - На территории Шестаковского палеонтологического комплекса (Кузбасс) нашли останки хищного динозавра теропода[85][86][87].
- 14 августа
  - c помощью спектроскопического прибора JWST установлено, что галактика Мейси является одной из самых древних обнаруженных галактик. Она возникла через 390 миллионов лет после Большого взрыва[88][89][90].
  - установлено, что отключение вариации IM33 гена SLPI в иммунных клетках повышает уровень активных форм кислорода (свободных радикалов), что приводит к сокращению продолжительности жизни[91][92][93]
- 16 августа — установлено, что сульфатные группы в сложных молекулах сахара влияют на нейропластичность мозга и память[94][95][96].
- 23 августа 
  - полностью расшифрована Y-хромосома человека[97][98][99][100].
  - в Карском море обнаружили новый вид диатомовых водорослей Fragilaria[англ.] shirshovii[101][102]
- 28 августа — установлено, что препарат PXS-5505 эффективен против аденокарциномы поджелудочной железы[103][104][105].
- 29 августа — на Большом адронном коллайдере впервые напрямую увидели нейтрино. Было зафиксировано 153 нейтрино[106][107][108].

## Сентябрь
- 1 сентября — Индия запустила исследовательскую станцию Адитья-L1 к Солнцу[109][110].
- 6 сентября — Лето 2023 года признано Всемирной метеорологической организацией самым жарким за историю метеонаблюдений[111][112].
- 19 сентября — Разработана вакцина от болезни Лайма[113][114][115].
- 20 сентября — У побережья Александрии (Египет) около Гераклиона найден затонувший храм Афродиты[116][117][118].
- 21 сентября — Обнаружен новый вирус. Вирус vB_HmeY_H4907[англ.] инфицирует бактерии типа Halomonas[англ.]. Вирус обнаружен в Марианской впадине на глубине 8 900 метров[119][120][121][122]
- 27 сентября — Завершён самый длительный полёт космонавтов в истории Международной космической станции. Космонавты Сергей Прокопьев, Дмитрий Петелин и астронавт Франсиско Рубио пробыли в космосе беспрерывно с 21 сентября 2022 по 27 сентября 2023 года[123][124][125].
- 29 сентября — Установлено, что масса Млечного Пути в двести миллиардов раз превышает массу Солнца, что в 4 — 5 раз меньше предыдущих оценок. Кроме того, у кривой вращения Млечного Пути обнаружен кеплеровский спад[126][127][128].

## Октябрь
- 2 октября — ВОЗ одобрил к применению вторую вакцину против малярии (R21)[129][130][131].
- 17 октября:
  - Сформулирован закон увеличения функциональной информации, согласно которому сложные системы развиваются, усложняя свою структуру и увеличивая разнообразие. Согласно данному закону эволюция происходит в живой и неживой природе[132][133][134].
  - Искусственный интеллект впервые обнаружил сверхновую. Бот искусственного интеллекта Bright Transient Survey Bot обнаружил сверхновую SN2023tyk типа Ia[135][136][137].
- 19 октября — IBM разработала периферийный процессор NorthPole, который способен распознавать изображения в 22 раза быстрее, чем чипы, имеющиеся в данный момент на рынке[138].
- 23 октября — Биокад и РНИМУ им. Н. И. Пирогова разработали препарат BCD-180 для лечения болезни Бехтерева[139][140][141][142][143].
- 30 октября — Установлено, что при химиотерапии рака препараты, воздействующие на микротрубочки раковых клеток, не останавливают деление раковых клеток, а лишь изменяют его[144][145].

## Ноябрь
- 1 ноября — Составлена молекулярная карта миозиновых нитей, являющихся составными частями саркомер (строительных блоков сердечных мышц)[146][147].
- 5 ноября — У северо-восточного побережья Сардинии близ Арцакены обнаружено от 30 до 50 тысяч древнеримских монет начала IV века нашей эры[148][149][150].
- 7 ноября — Впервые зафиксировано прикрепление одного вируса к другому[151][152][153].
- 9 ноября — Впервые проведена операция по пересадке целого глаза[154][155][156].
- 13 ноября — Установлено, что соединение MIC, являющееся кумарином, стимулирует митофагии, за счёт чего замедляется процесс клеточного старения[157][158].
- 15 ноября — Учёные из Политехнического университета Ренсселера в Нью-Йорке сообщили о 3D-печати волосяных фолликулов на выращённой в лаборатории коже[159].
- 22 Ноября  — Обнаружена планета HD 100546 e
- 23 ноября:
  - На поверхности Луны в лунном грунте впервые обнаружены запасы водорода[160][161][162].
  - Американские учёные в рамках эксперимента Telescope Array в штате Юта обнаружили «богиню Солнца» — частицу, с рекордно высокой энергией: 224 эксаэлектронвольт (эЭв)[163][164].

## Декабрь
- 1 декабря — Созданы биологические роботы из клеток трахеи человека. Роботы способны стимулировать клеточный рост в месте повреждения нервных тканей[165][166][167].
- 6 декабря:
  - Google DeepMind сообщает о создании мультимодальной языковой модели Gemini[англ.], которая, по утверждениям компании, обладает наибольшим потенциалом, по сравнению с OpenAI GPT-4[168][169].
  - Новый вариант CRISPR-Cas9 открывает возможности полностью воздействовать почти на все человеческие гены[170][171].
- 8 декабря
  - Впервые учёными искусственно создана квантовая запутанность между молекулами[172][173][174].
  - Созданы самовоспроизводящиеся роботы из ДНК размером 100 нанометров[175][176][177].
- 15 декабря
  - Обнаружены липидные наночастицы, которые усиливают иммунную терапию против рака путём максимизации активации иммунных клеток Т-хелперов против раковых клеток[178][179].
  - В космосе впервые обнаружены сложные органические соединения, включая формальдегид, ацетальдегид, этанол и метилформиат. Молекулы обнаружены вокруг протозвёзд[180][181].
- 26 декабря — Разработаны катионные полимеры[англ.] против устойчивых к антибиотикам микробов[182][183][184].
- 29 декабря — Установлено, что персистенция при туберкулёзе (присутствие бактерии-возбудителя туберкулёза Mycobacterium tuberculosis в организме длительное время, не вызывая каких-либо симптомов и избегая иммунной системы) вызывается геном IscS[185][186].
- 30 декабря — Определена разница между ядерной и кварковой жидкостями. В кварковой жидкости квантовые вихри несут с собой особый тип поля, называемый цветомагнитным[187][188].